# 王庆 (河间郡公)
王庆，小字公奴，北周代郡武川人，王德的儿子。
王庆性情谨厚。王德起初家贫，父亲去世，无钱安葬，于是卖了公奴和一个女儿来营葬父亲。后来兵乱，父子离散，不知所在。王德担任平凉郡守时，才找到他。将他改名王庆。王庆嗣父爵为河间郡公，在北周官至开府仪同三司。